# Atom bozonowy
Atom bozonowy – atom, w którym suma neutronów, protonów i elektronów jest parzysta.